# 조선 왕가
조선 왕가는 대한민국 경기도 연천군 연천읍 고문리에 있다. 2012년 4월 20일 연천군의 향토문화재 제17호로 지정되었다.

## 개요
이 염근당은 고종황제의 영손(令孫)으로 조선조 역대 왕의 종묘제례(宗廟祭禮)를 관장하였던 황족 이근(李芹)의 고택이다. 현 위치인 자은산 기슭으로 옮겨 27개월에 걸쳐 본래의 그 자재들을 그대로 사용하고 보수하여 마침내 2011년 6월 20일 중건하였다.